# Neurocordulia virginiensis
Neurocordulia virginiensis is een libellensoort uit de familie van de glanslibellen (Corduliidae), onderorde echte libellen (Anisoptera).
De soort staat op de Rode Lijst van de IUCN als niet bedreigd, beoordelingsjaar 2007, de trend van de populatie is volgens de IUCN stabiel.
De wetenschappelijke naam van de soort is voor het eerst geldig gepubliceerd in 1927 door Davis.